# Battlefield: Bad Company 2: Vietnam
Battlefield: Bad Company 2: Vietnam è un'espansione del videogioco Battlefield: Bad Company 2. Il titolo è stato sviluppato dallo studio svedese Digital Illusions Creative Entertainment (lo stesso sviluppatore dell'intera saga di Battlefield), mentre la pubblicazione e la produzione è a cura di Electronic Arts.
Battlefield: Bad Company 2 - Vietnam è disponibile dal 18 dicembre 2010 su PC e console Xbox 360 e PlayStation 3.
L'espansione include cinque nuove mappe multigiocatore ambientate in Vietnam oltre più di tredici armi nuove.

## Modalità di gioco
L'intero gioco è ambientato durante la Guerra del Vietnam. Il giocatore può combattere sia per gli Stati Uniti che per il Vietnam del Nord. I veicoli e le armi del gioco originale sono stati rimpiazzati con quelli effettivamente utilizzati dalle parti durante il conflitto.
La struttura principale del gameplay è rimasta invariata rispetto al titolo originale; le differenze sostanziali risiedono nella mancanza degli sblocchi ad alta tecnologia come il mirino red dot e la pistola tracciante. Queste rimozioni sono state compensate in altro modo, ad esempio aumentando la potenza di fuoco delle armi o riducendo la resistenza degli elicotteri, mantenendo così equilibrato il gioco.
È possibile usare lo stesso account online di Battlefield: Bad Company 2, infatti l'account giocatore, così come le statistiche, le classifiche ed i punteggi, sono completamente condivisi. I nuovi sblocchi e le statistiche relative alle nuove armi sono consultabili solo nell'espansione, e non hanno alcun effetto sul gioco originale.